# Stupid Mistake
"Stupid Mistake" foi o quarto single do álbum Secret Codes and Battleships do cantor australiano Darren Hayes, sendo lançado em 2012. 

## Lançamento
O single foi lançado por download digital em 27 de abril de 2012, exclusivamente na Austrália e Nova Zelândia. No Reino Unido, Europa e demais partes do mundo, foi lançado em 7 de maio de 2012. 
O lançamento do single coincidiu com a divulgação da nova turnê do cantor, intitulada The Secret's Out Tour, que teve lugar em setembro de 2012, no Reino Unido.

## Videoclipe
O videoclipe da música foi produzido em preto e branco, e lançado em 9 de abril de 2012 no YouTube. No vídeo, Hayes aparece sentado em frente a um espelho montando a maquiagem de um personagem, e posteriormente, vestido como tal, revelando ser uma espécie de Coringa melancólico. O videoclipe foi dirigido por Pixelfing e gravado na Inglaterra.
Darren, sobre a música, disse: "É uma canção muito complicada pois fala sobre o resultado de uma traição e a perda da inocência. É furiosa e amarga em algumas partes". E completa: "Tudo o que sou e tudo o que eu aprendi de bom e de ruim está neste vídeo".

## Single Digital
- iTunes EP

1. Stupid Mistake (Radio mix)
2. Black Out The Sun (Live from The Secret Tour)
3. The Siren's Call (Live from The Secret Tour)
4. Bloodstained Heart (Wayne G's Club Mix)

- Vinil 7"

1. "Stupid Mistake" (Radio mix) – 3:30
2. "The Siren's Call" (Orchestral version) – 5:18

## Paradas musicais
| Parada semanal                 | Posição |
| ------------------------------ | ------- |
| Reino Unido (UK Airplay Chart) | 76      |
| Vietnã (iTunes Top 100 Pop)    | 65      |